# Fredrik Nilsmark
Fredrik Hellkvist, tidigare Nilsmark, född 25 september 1971 i Katrineholm, är en svensk journalist och chef inom svensk sport.
Nilsmark startade sin karriär som sportjournalist och kåsör på Katrineholms-Kuriren, därefter på nyhetsbyrån Förenade Landsortstidningar (FLT), 1995 på Svenska Dagbladet, 1996 på TV 3, 1996–2002 på Svensk Golf, 2003–2004 som programledare och chefredaktör för Golfresan Media AB.
Åren 2003–2005 var han press- och spelaransvarig för Scandinavian Masters, där han från 2005 var vd. Han lämnade Scandinavian Masters i september 2013. Senare fick ett chefsuppdrag inom golfturneringens moderbolag, Lagardère Sport. När Lagardère 2018 lade ner sin verksamhet i Sverige klev han in som delägare och konsult i HBK Sales AB, Halmstads BK:s sponsorföretag.
Nilsmark har spelat en allsvensk match som målvakt för IFK Norrköping.[källa behövs] Han var tidigare gift med golfspelerskan Catrin Nilsmark. Han är far till golfaren och bridgespelaren Tuva Nilsmark.